# Nicholas Chia Yeck Joo
Nicholas Chia Yeck Joo (chinês 謝益裕, pinyin Xiè Yìyù) (Singapura, 8 de abril de 1938 – Singapura, 17 de dezembro de 2024) foi um ministro chinês e arcebispo católico romano emérito de Cingapura.
Nicholas Chia estudou teologia e filosofia católica nos seminários de Cingapura e Penang, na Malásia. Foi ordenado sacerdote em 26 de janeiro de 1964 para a então Arquidiocese de Malaca-Cingapura. De 1969 a 1971 estudou na Pontifícia Universidade Gregoriana de Roma. De 1978 a 1990 foi Diretor do Singapore Pastoral Institute.
Em 15 de maio de 2001, o Papa João Paulo II o nomeou Arcebispo de Cingapura. Foi ordenado bispo em 7 de outubro de 2001 pelo então delegado apostólico em Cingapura, o arcebispo Adriano Bernardini; Os co-consagradores foram seu predecessor, o arcebispo Gregory Yong Sooi Ngean e Anthony Soter Fernandez, arcebispo de Kuala Lumpur. Seu lema é: Omnia omnibus (tudo para todos).
De março de 2002 a 2005 foi membro do Conselho dos Serviços Católicos Internacionais para a Renovação Carismática, representando a Ásia Central e Oriental.
Em 20 de maio de 2013, o Papa Francisco aceitou sua renúncia por motivos de idade.

## Morte
Nicholas morreu no dia 17 de dezembro de 2024, aos 86 anos.